# Леки крайцери тип „Висбаден“
Висбаден (на немски: Wiesbaden) са серия леки крайцери на Императорските военноморски сили от времето на Първата световна война. Модификация на крайцерите от типа „Грауденц“. Всичко от проекта са построени 2 единици: „Висбаден“ (на немски: SMS Wiesbaden) и „Франкфурт“ (на немски: SMS Frankfurt). Това са първите немски леки крайцери от построяването въоръжени със 150 mm оръдия. Тяхно развитие са крайцерите от типа „Кьонигсберг II“.

## Конструкция
Първите Германски крайцери снабдени с турбина и с редуктор: „Висбаден“ получава хидродинамичен редуктор на Фотингер.

### Въоръжение
Главният калибър се състои от осем скорострелни 15 cm SK L/45 оръдия в единични установки. Две от тях са редом отпред на бака, две са на кърмата, линейно-терасовидно, и четири по всяка страна в средната част на кораба. Оръдията имат максимална далечина на стрелбата до 17 600 m. Боекомплектът им съставлява 1024 изстрела или 128 снаряда на ствол.
Зенитното въоръжение на корабите първоначално се състои от четири 5,2 cm L/44 оръдия, впоследствие заменени с двойка 8,8 cm SK L/45 зенитни оръдия.
Крайцерите имат и четири 50 cm торпедни апарата: два 50 cm траверсни подводни ТА и два надводни с общ запас от осем торпеда. Освен това могат да носят до 120 мини за поставяне на заграждения.

### Броня
Схемата на броневата защита повтаря използваната при типа „Магдебург“.
Дългият, макар и доста тесен броневи пояс с 60 mm никелова броня, в носовата си част той има дебелина 18 mm, в кърмовата липсва, хоризонталният участък от броневата палуба има дебела 20 mm никелова броня, скосовете са 40 mm. Малко след началото на главния пояс минава 40 mm носов траверс. Кърмовата част се защитава от 40 mm палуба и 60 mm скосове. Бойната рубка има дебелина на стените от 100 mm круповска броня, а стоманения 20 mm покрив е от никелова броня. Оръдията на главния калибър са прикрити от щитове с дебелина 50 mm. Далекомерът е прикрит от 30 mm броня.

### Енергетична установка
За изработката на парата се използват 12 военноморски котела (10 въглищни, 2 нефтени). Парните турбини работят на 2 вала и имат проектна мощност от 31 000 к.с. Пълната им скорост е 27,5 възела (50,9 km/h).
„Висбаден“ има два турбо-генератора и един дизел-генератор с обща мощност 300 киловата постоянно напрежение 220 V. При „Франкфурт“ има само два турбогенератора, които произвеждат 240 кW. Пълният им запас въглища е 1280 тона, на нефт – 470 t. Нормалният – 310 t, нефт – 150 t.

## Служба
„Висбаден“ – Заложен през 1913 г., спуснат на 30 януари 1915 г., влиза в строй на 23 август 1915 г. През 1916 г. е потопен в Ютландското сражение.
„Франкфурт“ – Заложен през 1913 г., спуснат на 20 март 1915 г., влиза в строй на 20 август 1915 г. След сключването на примирието крайцера е интерниран в Скапа Флоу. На 21 юни 1919 г., по време на потопяването на Флота на откритото море той е спасен от британците.
През юли 1919 г. е предаден на САЩ. След преход през океана и изучаване на конструкцията на кораба американците решават да го използват за провеждане на опити по авиационни бомбардировки. На 18.7.1921 г. по време на поредната бомбардировка „Франкфурт“ потъва при нос Хенри, крайбрежието на щата Вирджиния.
Гибелта на кораба е заснета, и тези кадри се използват в киното, неизвестно защо приписвани за Ютландския бой или въобще за всякакви сражения от Първата, а понякога и от Втората световна войни.

## Коментари
1. ↑  Всички данни са към момента на влизането в строй.
2. ↑  Според немската класификация те се обозначават като малки крайцери (на немски: Kleiner Kreuzer).
3. ↑  Префиксът „SMS“ е от на немски: Seiner Majestat Schiff (Кораб на Негово Величество).
4. ↑  Съгласно номенклатурата на артилерията на флота на Германската империя „SK“ (Schnelladekanone) означава „скорострелно оръдие“, а L/45 означава сравнителната дължина на оръдието в калибри. В дадения случай L/45 означава, че дължината на оръдието съставлява 45 негови калибра (150 × 45).